# Maiale Yorkshire americano

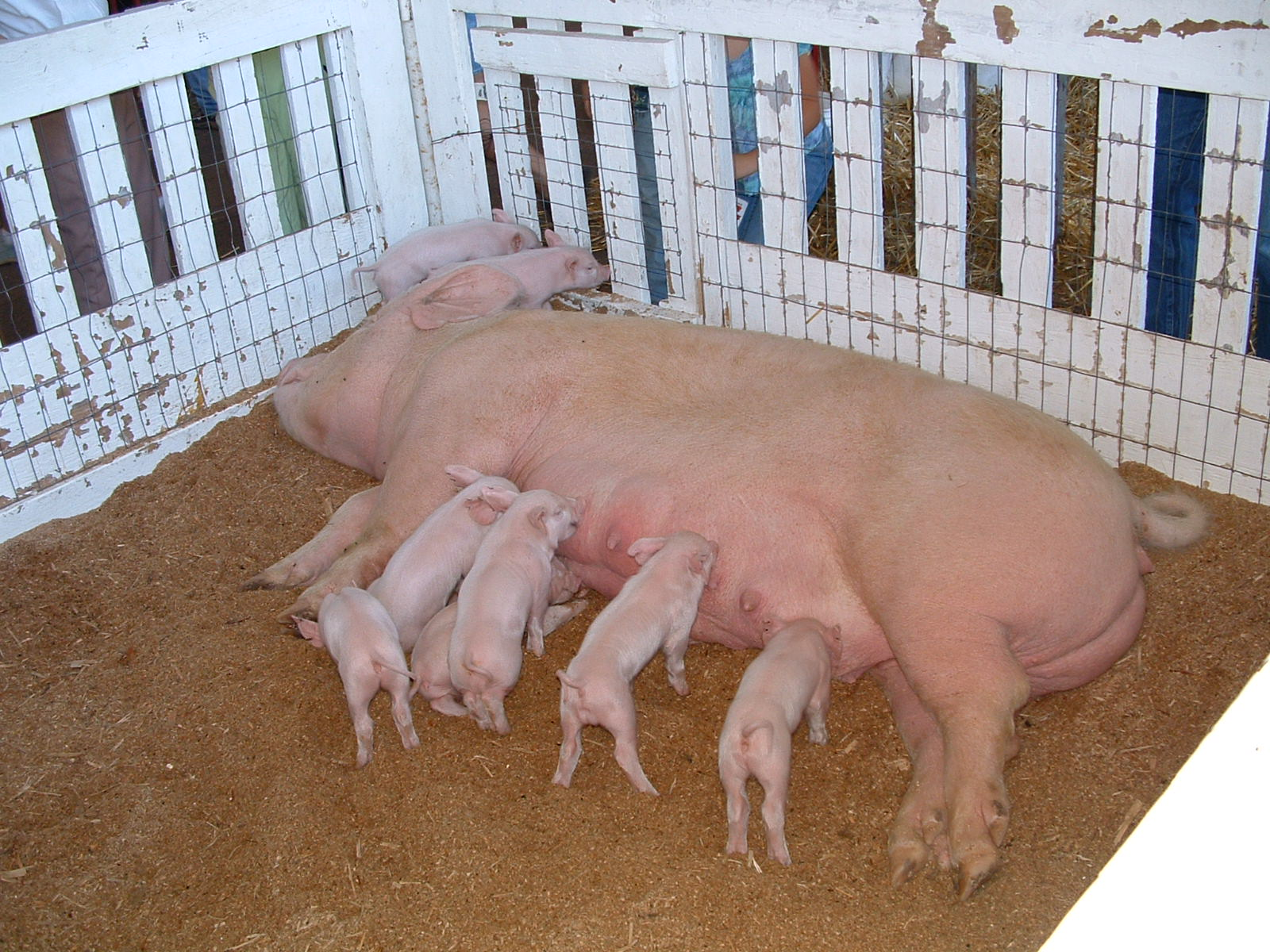
Scrofa di razza Yorkshire con i suoi cuccioli

Lo Yorkshire americano è una razza di maiale domestico derivata dal vecchio maiale Yorkshire britannico, oggi solitamente detto solo Maiale britannico.
È la razza di maiale più allevata negli USA.
Il vecchio Yorkshire britannico nacque in Inghilterra attorno al 1760; i primi esemplari raggiunsero gli Stati Uniti, e specificatamente l'Ohio, nel 1830. Tuttavia, a causa della loro lenta crescita non riuscirono a divenire popolari fra gli allevatori fino alla seconda parte del 1940, quando molti esemplari venivano importati verso Canada e Gran Bretagna; la crescita fu velocizzata grazie ad incroci selettivi.
Le maggiori popolazioni odierne di questi maiali si trovano oggi in Illinois, Indiana, Iowa, Nebraska, ed Ohio. Il moderno Yorkshire americano possiede una bassissima percentuale di grasso rispetto alla carne.